# Großes Palfelhorn
De Großes Palfelhorn, ook Palfenhorn, Balfenhorn en Palvenhorn genoemd, is een berg in de deelstaat Beieren, Duitsland en in de deelstaat Salzburg, Oostenrijk. De berg heeft een hoogte van 2222 meter en ligt op de grens tussen Duitsland en Oostenrijk.
De Großes Palfelhorn is aan Oostenrijkse zijde onderdeel van het Steinernes Meer en aan Duitse zijde van het Hochkaltermassief, die weer deel uitmaken van de Berchtesgadener Alpen.